# 大花紫薇
大花紫薇（学名：Lagerstroemia speciosa），又名洋紫薇，舊名為大葉紫薇，桃金娘目千屈菜科落葉大喬木。其种加词“speciosa”意为“外表美丽的”。
大花紫薇原產於印度、中國及澳洲。現在主要分布在印度、斯里蘭卡、澳洲、馬來西亞、越南、菲律賓及中國的廣東、廣西、福建、香港。

## 形態特徵
喬木，高 8-15公尺，徑20-50公分；樹幹通直，樹皮淡茶褐色，光滑，常有片狀剝落；枝條初為綠色，次則為灰色，後為赤褐色。
大花紫薇的花期為6-9月而果期為9-12月。葉呈長橢圓形對生，尾尖脈清，可達20公分長，先端鈍而有尖突，基部鈍或圓，厚紙質或薄革質，全緣，葉背面顏色較淡，中肋及側脈於表面略凹下而於背面隆起；冬季時葉色會由綠色逐漸變為橙紅色。夏季開花，花紫色，在枝頂上圓錐花序串生。花瓣呈蝴蝶狀帶不規則齒瓣。圓球形木質蒴果，徑約2.5cm，成熟時候顏色轉為暗褐，自裂成六片。但也有部份會裂成七片。

## 氣象學
颱風班朗，自2021年「颱風梵谷」被除名後，颱風委員會決定用以上植物名稱音譯代替。

## 圖片

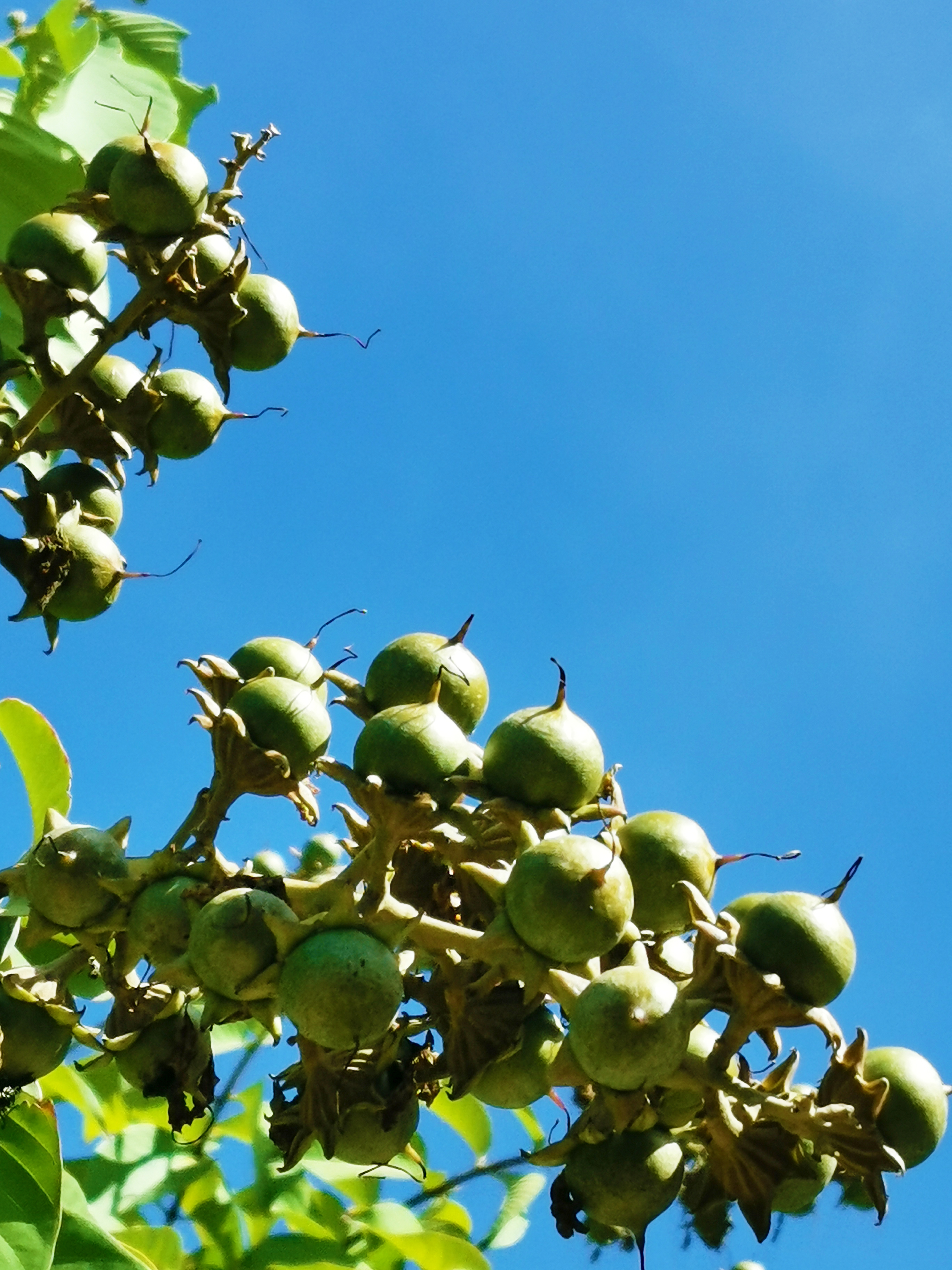
大花紫薇蒴果
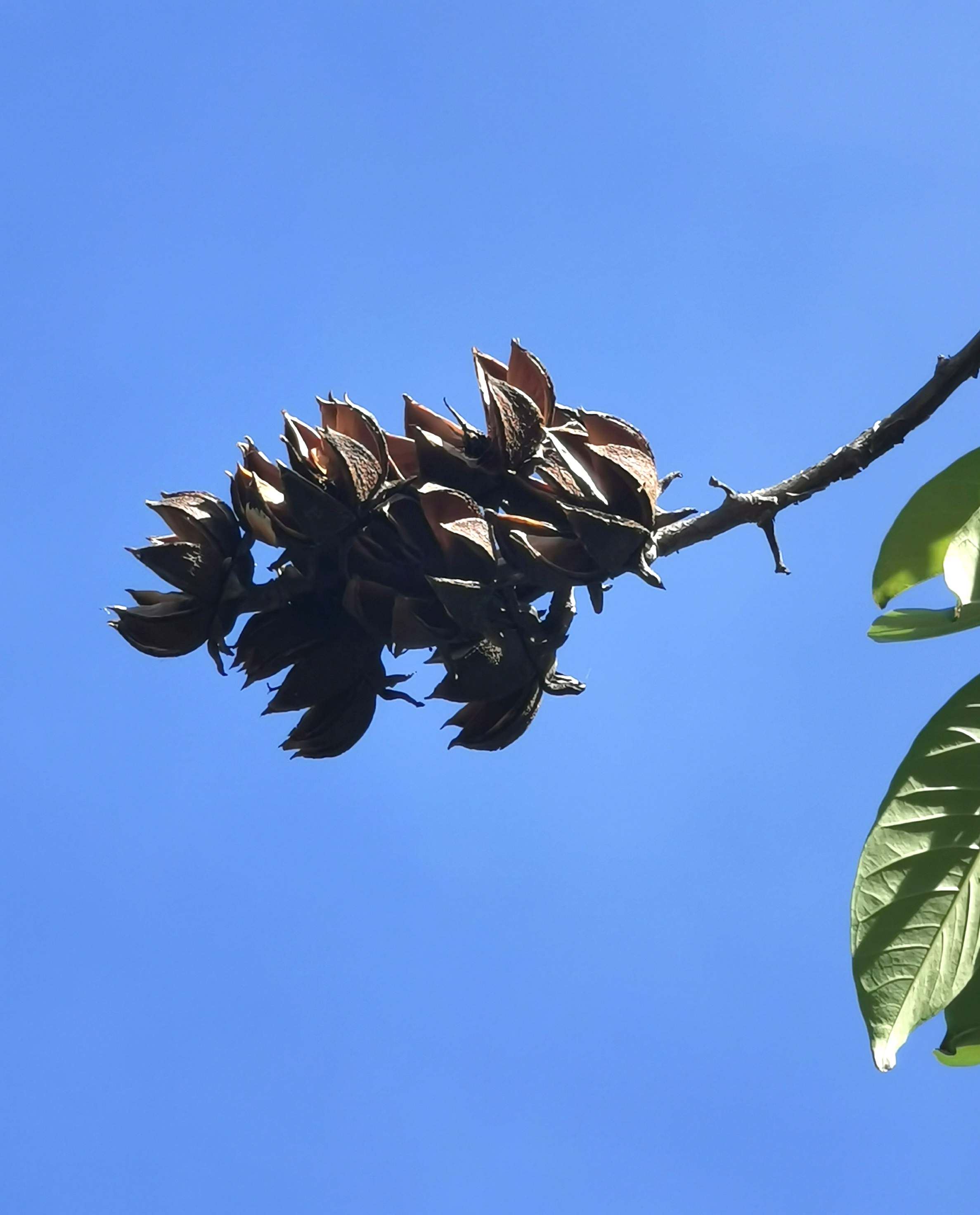
大花紫薇蒴果熟時之開裂
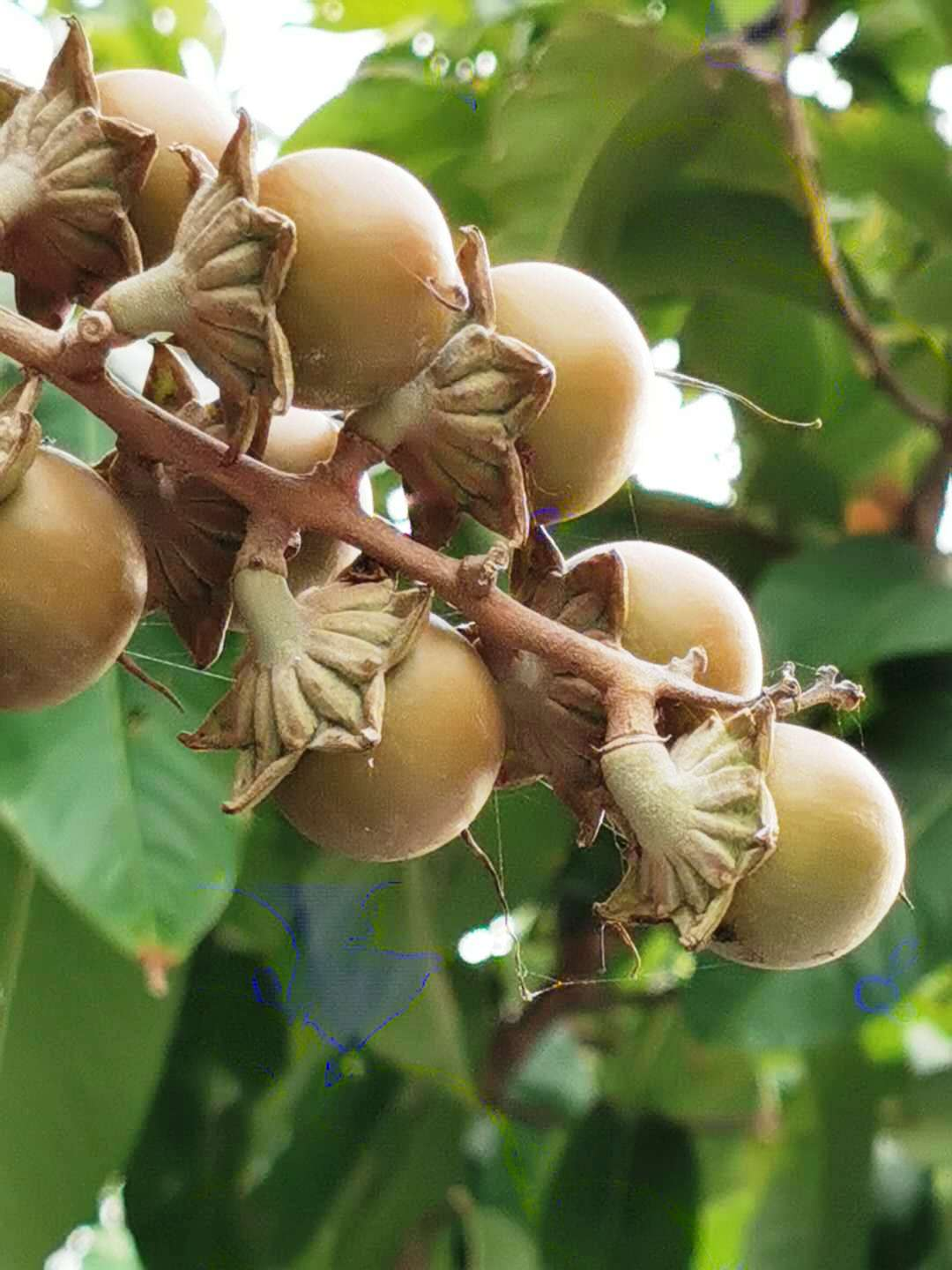
大花紫薇花萼造型
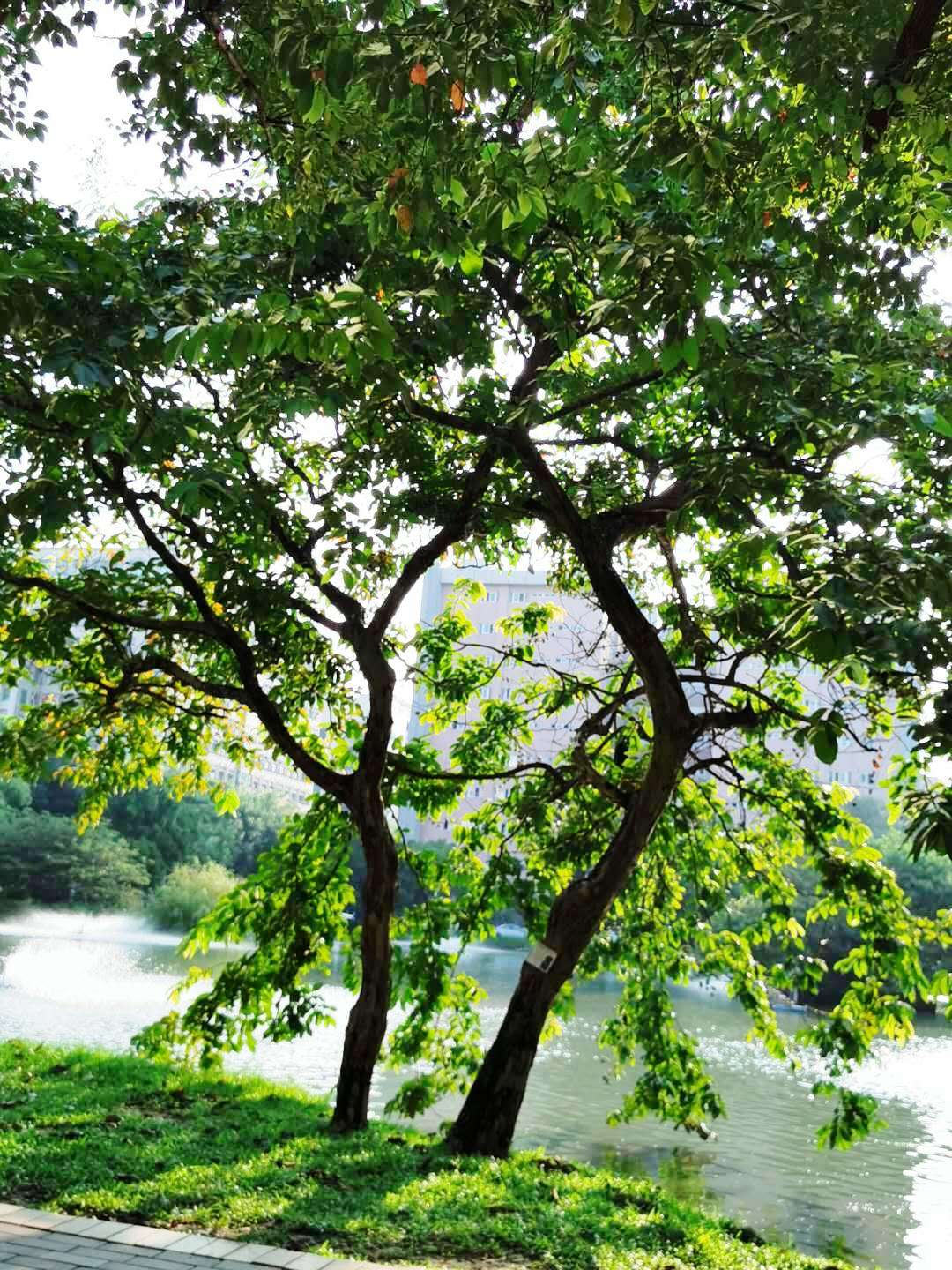
大花紫薇植株

## 外部連結
- 大花紫薇1（页面存档备份，存于）
- 大花紫薇2（页面存档备份，存于）
- 大花紫薇3[永久]
- 大花紫薇4（页面存档备份，存于）
- 更詳細的大花紫薇介紹（页面存档备份，存于）
- 大花紫薇 Dahuaziwei（页面存档备份，存于） 藥用植物圖像數據庫 (香港浸會大學中醫藥學院) （繁體中文）（英文）
- 大花紫薇 Lagerstroemia speciosa (L.) Pers.（页面存档备份，存于）  中国植物志 第52(2)卷
- 《樹影花蹤－九龍公園樹木研習徑》，香港園藝學會 著，天地圖書 出版，2005年4月。106-109頁。ISBN 988211147-5。